# Хондо (Тексас)
Хондо (енгл. Hondo) град је у америчкој савезној држави Тексас. По попису становништва из 2010. у њему је живело 8.803 становника.

## Демографија
Према попису становништва из 2010. у граду је живело 8.803 становника, што је 906 (11,5%) становника више него 2000. године.
| Група             | 2000.         | 2010.         |
| Белци             | 2.454 (31,1%) | 2.364 (26,9%) |
| Афроамериканци    | 658 (8,3%)    | 696 (7,9%)    |
| Азијати           | 20 (0,3%)     | 135 (1,5%)    |
| Хиспаноамериканци | 4.732 (59,9%) | 5.587 (63,5%) |
| Укупно            | 7.897         | 8.803         |